# 土浦市立斗利出小学校
土浦市立斗利出小学校（つちうらしりつ とりでしょうがっこう）は、茨城県土浦市高岡にかつて存在した公立小学校。

## 沿革
（この節の出典）
- 1875年（明治8年）‐高岡学校が設立。
- 1886年（明治19年）‐高岡小学校と改称。
- 1892年（明治25年）‐斗利出小学校と改称。
- 1904年（明治37年）‐新校舎が竣工。
- 1912年（大正2年）‐農業補修学校が小学校に付属して設置。
- 1914年（大正4年）‐高等科が設置。
- 1925年（大正15年）‐農業公民学校が付属して設置。
- 1935年（昭和10年）‐農業青年学校が付属して設置。
- 1916年（昭和16年）‐斗利出村立斗利出国民学校と改称。
- 1947年（昭和22年）‐斗利出村立斗利出小学校と改称。
- 1955年（昭和30年）‐町村合併により、新治村が成立。新治村立斗利出小学校と改称
- 1962年（昭和37年）‐新校舎が竣工（2回目）。
- 1963年（昭和38年）‐校歌、校章、校旗を制定する。
- 1974年（昭和49年）‐体育館が竣工。
- 1989年（平成元年）‐新校舎が竣工（3回目）。
- 2006年（平成18年）2月20日‐新治村が土浦市に編入合併。土浦市立斗利出小学校と改称。
- 2018年（平成30年）‐児童数の減少に伴い、土浦市立藤沢小学校・山ノ荘小学校・新治中学校と合併し土浦市立新治学園義務教育学校となることが決まる。
  - 3月21日‐閉校式を開催[2]。
  - 3月31日‐この日をもって正式に閉校。143年の歴史に幕を閉じた。最終の児童数は58人[3]。
  - 4月1日‐土浦市立新治学園義務教育学校が開校。

## 校歌
- 校歌は、伊藤三雄作詞・伊藤陽一作曲。